# Radio SRF 3
Radio SRF 3 est la troisième chaîne de la radio publique Schweizer Radio und Fernsehen diffusant en Suisse alémanique. Elle diffuse de la musique pop et rock.

## Histoire
À la suite de la fusion en 2011 des groupes publics télévisuel Schweizer Fernsehen et radiophonique Schweizer Radio DRS, DRS 3 devient Radio SRF 3 à partir du 16 décembre 2012.

## Identité visuelle

### Logos

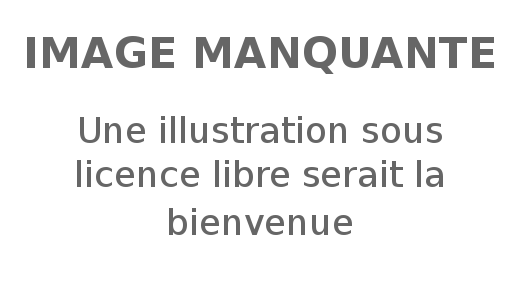
Ancien logo de DRS 3 de 1993 à 2003[réf. nécessaire]
Ancien logo de DRS 3 de 2003 à 2007[réf. nécessaire]
Ancien logo de DRS 3 de 2007 à 2012
Logo de Radio SRF 3 de 16 décembre 2012 à 2020
Logo de Radio SRF 3 depuis 2020

## Diffusion
Elle est diffusée en FM, en DAB, sur les téléréseaux et par satellite.